# Psoralea repens
Psoralea repens là một loài thực vật có hoa trong họ Đậu. Loài này được P.J.Bergius miêu tả khoa học đầu tiên.